# Märkisches Schwingelschilf
Das Märkische Schwingelschilf (Scolochloa marchica) ist eine Pflanzenart aus der Gattung Schwingelschilf (Scolochoa) innerhalb der Familie der Süßgräser (Poaceae).

## Merkmale
Das Märkische Schwingelschilf wird ein bis zwei Meter hoch. Die Oberseite der Blätter ist lediglich schwach rau. Die Hüllspelzen sind ungefähr gleich lang und überragen die Deckspelzen. Die Deckspelzen sind dicht kurzhaarig. An ihrem Grund sind bis zwei Millimeter lange Haarbüschel vorhanden, an der Spitze sind die Deckspelzen ungleichmäßig gezähnt.
Die Blütezeit liegt im Juni und Juli.
Die Chromosomenzahl beträgt 2n = 42.

## Vorkommen
Der Lebensraum von Scolochloa marchica ist das Röhricht an stehenden oder langsam fließenden Gewässern. Die Art kommt in Deutschland selten in Brandenburg bei Wentow und Potsdam vor, ob sie noch in Berlin anzutreffen ist, ist unbekannt. Das Gesamtverbreitungsgebiet ist unbekannt, sie ist möglicherweise an den bisher bekannten Standorten endemisch. Bisher ist die Art nur von Deutschland und Polen bekannt.

## Taxonomie
Das Märkische Schwingelschilf wurde 2001 von Martina Düvel, Michael Ristow und Hildemar Scholz in Feddes Repertorium Band 112, S. 333 als Scolochloa marchica erstbeschrieben.

## Belege
1. ↑  Michael Koltzenburg: Scolochloa. In: Schmeil-Fitschen: Die Flora Deutschlands und angrenzender Länder. 98. Auflage. Verlag Quelle & Meyer, Wiebelsheim 2024. ISBN 978-3-494-01943-7. S. 318.
2. 1 2  B.Valdés & H.Scholz; with contributions from E. von Raab-Straube & G.Parolly (2009): Poaceae (pro parte majore). Euro+Med Plantbase - the information resource for Euro-Mediterranean plant diversity.Datenblatt Scolochloa marchica

## Weiterführende Literatur
- M. Düvel, Michael Ristow, H. Scholz: Scolochloa marchica sp. nova (Poaceae), ein neues Röhrichtgras aus Mitteleuropa. In: Feddes Repertorium. Band 112, Nr. 5–6, 2001, S. 331–341.